# Maso (animal)
Maso es un género de arañas araneomorfas de la familia Linyphiidae. Se encuentra en la zona holártica y Sudeste de Asia.

## Lista de especies
Según The World Spider Catalog 12.0:
- Maso alticeps (Emerton, 1909)
- Maso douro Bosmans & Cardoso, 2010
- Maso gallicus Simon, 1894
- Maso krakatauensis Bristowe, 1931
- Maso navajo Chamberlin, 1949
- Maso politus Banks, 1896
- Maso sundevalli (Westring, 1851)